# Louis Mesenkop
Louis Mesenkop (* 6. Februar 1903 in Illinois; † 19. Februar 1974 in Los Angeles, Kalifornien) war ein US-amerikanischer Filmtechniker und Spezialeffektekünstler, der zweimal einen Oscar für die besten Spezialeffekte gewann sowie einen Ehrenoscar erhielt.

## Leben
Mesenkop begann seine Karriere als Filmtechniker und Spezialeffektekünstler 1935 bei dem Film Frauen – Launen und wirkte in den folgenden sieben Jahren an der Herstellung von fünfundzwanzig Filmen mit.
Bei der Oscarverleihung 1939 erhielt er gemeinsam mit Gordon Jennings, Jan Domela, Devereaux Jennings, Irmin Roberts, Art Smith, Farciot Edouart, Loyal Griggs, Loren L. Ryder, Harry D. Mills und Walter Oberst einen Ehrenoscar „für herausragende Verdienste bei der Entwicklung von speziellen fotografischen und Toneffekten in dem von Paramount Pictures produzierten Film Piraten in Alaska“ („for outstanding achievements in creating special photographic and sound effects in the Paramount production Spawn of the North“).
Bei der Oscarverleihung 1942 gewann er zum einen mit Farciot Edouart und Gordon Jennings den Oscar für die besten Spezialeffekte für I Wanted Wings (1941) von Mitchell Leisen mit Ray Milland, William Holden und Wayne Morris in den Hauptrollen, und war zum anderen für den Oscar in dieser Kategorie mit Edouart und Jennings für Aloma, die Tochter der Südsee (1941) von Alfred Santell mit Dorothy Lamour, Jon Hall und Phillip Reed nominiert.
1943 gewann er ein weiteres Mal mit Farciot Edouart, Gordon Jennings sowie William L. Pereira einen Oscar für die besten Spezialeffekte, und zwar für Piraten im karibischen Meer (1942) von Cecil B. DeMille mit den Hauptdarstellern Ray Milland, John Wayne und Paulette Goddard.
Nach knapp fünfzehnjähriger Pause wirkte er 1956 als leitender Toningenieur an der Herstellung des von Cecil B. DeMille inszenierten Monumentalfilms Die zehn Gebote mit.

## Filmografie (Auswahl)
- 1935: Frauen-Launen (The Bride Comes Home)
- 1935: Die Farm am Mississippi (So Red the Rose)
- 1936: Der General starb im Morgengrauen
- 1936: Ausgerechnet Weltmeister (The Milky Way)
- 1937: Angel
- 1956: Die zehn Gebote

## Auszeichnungen
- 1939: Ehrenoscar
- 1942: Oscar für die besten Spezialeffekte
- 1943: Oscar für die besten Spezialeffekte